# Kepez (Çanakkale)
Kepez ist eine Gemeinde im zentralen Landkreis der türkischen Provinz Çanakkale (Provinz).
Kepez liegt etwa fünf Kilometer südwestlich der Provinzhauptstadt Çanakkale an der östlichen, asiatischen Küste der Dardanellen. Durch Kepez verläuft die Europastraße 87, die von Çanakkale kommend weiter über Izmir bis Antalya führt.